# حديد (حزم العدين)

تعديل مصدري - تعديل

حديد هي إحدى قرى عزلة حقين بمديرية حزم العدين التابعة لمحافظة إب، بلغ تعداد سكانها 496 نسمة حسب تعداد اليمن لعام 2004.